# حمام کزمان
حمام کزمان مربوط به دوره قاجار است و در استهبان، خیابان توحید، نرسیده به کوچه امام خمینی، سمت چپ واقع شده و با شمارهٔ ثبت ۲۶۶۵۶ به‌عنوان یکی از آثار ملی ایران به ثبت رسیده است.